# 나카토요역
나카토요역(일본어: 中豊駅)은 일본 후쿠시마현 히가시시라카와군 다나구라정에 위치한 동일본 여객철도 스이군선의 철도역이다. 단선 승강장 1면 1선의 구조를 갖춘 지상역이다.

## 이용 현황
| 승차 인원 추이 | 승차 인원 추이 |
| 연도           | 1일 평균       |
| -------------- | -------------- |
| 2000           | 189            |
| 2001           | 197            |
| 2002           | 192            |
| 2003           | 184            |
| 2004           | 178            |

## 역 주변
- 국도 제118호선 · 국도 제289호선
- 구지 강
- 후쿠시마 가정 재판소 다나구라 출장소
- 다나구라 간이 재판소

## 역사
- 1958년 2월 1일 : 개업.
- 1987년 4월 1일 : 일본국유철도 분할 민영화에 의해, 동일본 여객철도가 승계.

## 인접 역
| 스이군선         | 스이군선   | 스이군선                     |
| ---------------- | ---------- | ---------------------------- |
| 지카쓰 미토 방면 | ■ 스이군선 | 이와키타나쿠라 고리야마 방면 |